# Annales Mettenses
De Annales Mettenses (priores) of (vroege) Annalen van Metz zijn een verzameling annalen (geschreven jaarberichten) die de tijd vanaf de opkomst van Pepijn van Herstal in Austrasië (ca. 675) beschrijven tot circa 805. Zij vormen een belangrijke historische bron over deze tijd, maar zijn niet objectief, omdat zij geschreven werden vanuit het standpunt van de samenstellers.
De Annalen van Mets werden waarschijnlijk omstreeks 806 samengesteld in het klooster van Chelles onder leiding van Gisela, de zuster van Karel de Grote. 
De vroegste gebeurtenis waarover de Annalen berichten is de moord op Gundoin door Pepijn, waarschijnlijk in 670. Dit verhaal is in geen enkele andere schriftelijke bron te vinden en wordt vaak als een legende gezien.